# 富永倫子のノリスタ
富永倫子のノリスタ（とみながのりこののりすた）は2009年4月6日から2010年4月2日までRKB毎日放送（RKBラジオ）で放送されていた平日夕方の情報ワイド番組である。

## 放送時間
- 月曜日～金曜日 16:30～18:00（JST）

ただしRKBエキサイトホークス放送時は17:57まで

## パーソナリティ
- 富永倫子
- 服部義夫
- 茅野正昌

服部、茅野は日によってどちらかが出演する。

## コーナー
- 夕刊ノリスタ（16:35頃～）
- 今日の業務日誌（16:50頃～）･･･リスナーからその日をどのように過ごしたかを業務日誌として募集する
  - クラブ マダムりんこ（詳細は後述）
  - 今日の餃子日誌（金曜）･･･エリア内にある餃子がおいしいお店を出演者、スタッフがリポートする
- RKBラジオニュース・天気予報（17:00～）
- スポーツスタジアム（17:05頃～）
- feel the mind〜最上の出会い〜（17:20～）（TBSラジオ制作、旧「うわさの調査隊」枠を転用、2009年12月21日より翌2010年1月8日までは「杉浦舞のMキャッチ!」）
- ネットワークTODAY（17:30～）（TBSラジオ制作）
- ほっとインフォメーション（17:41～）
- 交通情報（17:46頃～）
- 夕焼けラストスパート（17:50頃～）
  - ホークスの試合がある日：試合の直前情報
  - 試合のない日：リスナーからの今日の業務日誌を紹介
- ウィークリーライジング（火曜17:50頃～）･･･ライジング福岡の最新情報を紹介する
- RKBラジオショッピング

### クラブ マダムりんこ
- 「ザ・ゴールデンももち2009」「RKBラジオまつり2009」の宣伝として「今日の業務日誌」のコーナーを、直前の2週間限定で「クラブ マダムりんこ」というコーナーに変えて、リスナーの悩み相談をしている（架空のクラブで富永はママ、服部・茅野はマネージャーという設定）
- 実際に「ザ・ゴールデンももち2009」「RKBラジオまつり2009」内に「クラブ マダムりんこ」のテントが設置された

### 過去のコーナー
- 今日のノリノリニュース
- 商店街応援キャンペーン
- こころのオルゴール（10月～12月）

## エピソード
- 番組名の「ノリスタ」の意味は富永曰く決まっていないらしく、番組内で募集している
- 以前同枠で放送されていた「うわさの調査隊」は2009年4月3日を以てネットを打ち切っている（現番組「メキキの聞き耳」も非ネット